# Lech Poznań (pallacanestro)
Il Lech Poznań è stata una società cestistica avente sede a Poznań, in Polonia. Fondata nel 1922, ha giocato nel campionato polacco fino al 1997 quando, a causa di problemi economici, ha cessato di esistere.

## Palmarès
- Campionato polacco: 11

1935, 1939, 1946, 1948-49, 1950-51, 1954-55, 1957-58, 1982-83, 1983-84, 1988-89, 1989-90
- Coppa di Polonia: 3

1954, 1955, 1984

## Allenatori
| Controllo di autorità | VIAF (EN) 251071365 |